# Gnadenkirche (Haid)
Die evangelische Gnadenkirche steht im Ortsteil Haid der Stadtgemeinde Ansfelden im Bezirk Linz-Land in Oberösterreich in der Adalbert-Stifter-Straße 15. Die Pfarrkirche gehört zur Evangelischen Superintendentur A. B. Oberösterreich.

## Geschichte
Die evangelische Kirchengemeinde von Haid geht auf die 1948 erstellte, mit einem evangelischen und einem römisch-katholischen Kirchenraum versehenen Kirchenbaracke eines 1943 eingerichteten Flüchtlingslagers zurück. Nach Brand der Kirchenbaracke am 5. Februar 1961 erfolgte am 16. Juli 1961 die Grundsteinlegung für einen evangelischen Kirchenbau, dessen Errichtung durch niederländische und schwedische Unterstützung ermöglicht wurde. Die Einweihung der nach Plänen des Architekten Helmut Teutsch als einfache Saalkirche mit seitlich gesetztem Turm errichteten Kirche wurde am 21. Juni 1964 vollzogen. Seit 1976 ist sie Filialkirche der Evangelischen Pfarrgemeinde Traun, im Anschluss daran erfolgte in den Jahren 1979 bis 1984 die Errichtung eines Pfarrhauses.
Der Entwurf für die Kirchenfenster und das Mosaik über der Eingangstür stammt vom Maler Günther Teutsch. Das siebenteilige Fenster auf der Westseite des Kirchenschiffes symbolisiert die Schöpfung, das gegenüberliegende östliche Fenster zeigt eine Darstellung des Abendmahls, das Fenster südlich des Altares die Verleugnung des Petrus. 2000 erhielt die Kirche eine von der Glockengießerei Rudolf Perner in Passau gegossene Glocke.